# Груня
Груня — річка в Росії, у Кореневському районі Курської області. Ліва притока Сейму (басейн Дніпра).

## Опис
Довжина річки 24 км.

## Розташування
Бере початок на північному заході від Д'яковки. Спочатку тече на захід через Верню Груню, Нижню Груню, потім переважно на південний захід понад Пушкарне і біля Жадино впадає у річку Сейм, діву притоку Десни.
Населені пункти вздовж берегової смуги: Кулешовка, Благодатне, Дерюгино, Секерино.